# Port lotniczy Bria
Port lotniczy Bria – międzynarodowy port lotniczy zlokalizowany w Bria, w Republice Środkowoafrykańskiej.